# Gerhard Gustmann
Gerhard Gustmann (* 13. August 1910 in Berlin; † 30. März 1992 in Bonn) war ein deutscher Ruderer vom Spandauer Ruder-Club „Friesen“ in Berlin. 
Zusammen mit Herbert Adamski und Steuermann Dieter Arend gewann er bei den Olympischen Spielen 1936 in Berlin die Goldmedaille im Zweier mit Steuermann. 1937 siegte er mit Adamski und dem neuen Steuermann Günter Holstein bei der Europameisterschaft, 1938 wurden die drei Ruderer Europameisterschaftszweite.
Seinen ersten Deutschen Meistertitel gewann Gustmann 1935 im Achter. Adamski und Gustmann wurden von 1936 bis 1939 viermal in Folge Deutscher Meister, 1939 saßen sie auch im siegreichen Vierer mit Steuermann.